# Waldemar Hoven
Waldemar Hoven (Freiburg, 1903. február 10. – Landsberg am Lech, Bajorország, 1948. június 2.) német orvos, aki különböző kísérleteket végzett a buchenwaldi koncentrációs tábor rabjain. Háborús bűnösként halálra ítélték, és kivégezték.

## Élete
1919 és 1933 között ellátogatott Dániába, Svédországba, az Amerikai Egyesült Államokba és Franciaországba, majd 1933-ban visszatért Freiburgba, ahol befejezte középiskolai tanulmányait. Ezután a freiburgi és a müncheni egyetemeken lett hallgató. 1934-ben csatlakozott a SS-hez. 1939-ben befejezte orvosi tanulmányait, és az SS orvosa lett. 1939-ben Hauptsturmführerré, vagyis századossá léptették elő.

### Kísérletei
Hoven leginkább a tífuszt vizsgálta. Különböző szérumokat fejlesztett ki, amelyek azonban hatástalanok voltak a betegség gyógyítására, így sok ember vesztette emiatt az életét. Szintén ő volt az, aki eutanáziaprogramok alatt nagyon sok (az ő szemszögéből nézve) „haszontalan” embert ölt meg (főleg zsidókat), akiket alkalmatlannak talált bármilyen munkára. 1943-ban halálos mérget fecskendezett egy SS-tisztbe, aki tanúként léphetett volna fel Ilse Koch korrupciós ügyében (Hoven állítólag Koch szeretője volt). 1944 tavaszán egy SS-bíróság halálra ítélte. Buchenwaldban tartották fogva, de a súlyos orvoshiány miatt 1945. április 2-án felmentették.

### Nürnbergben

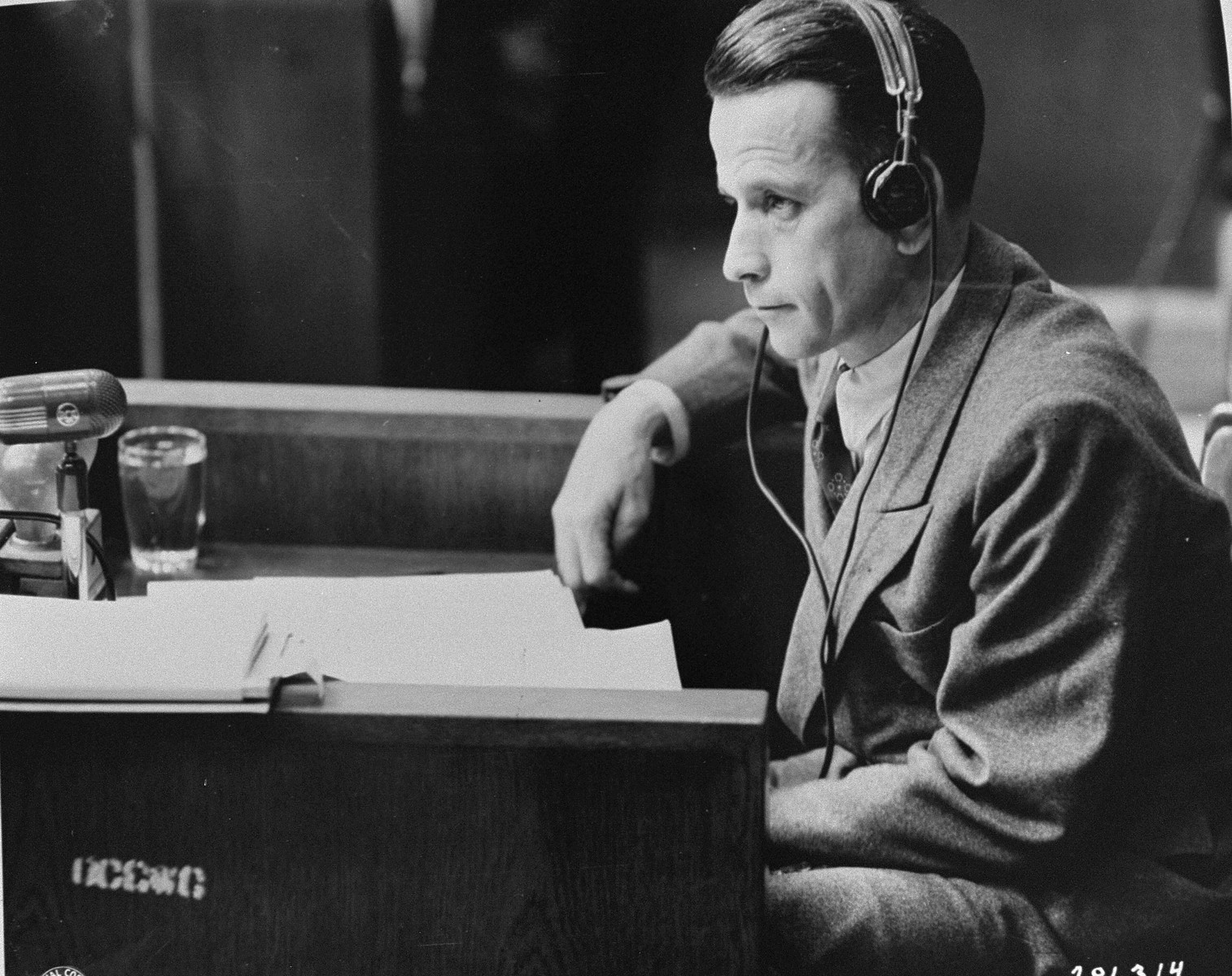
Hoven a nürnbergi orvosper idején

A második világháború végen Waldemar Hovent a szövetségesek letartóztatták, és orvosi kísérletei miatt bíróság elé állították a nürnbergi orvosperben. Emberiesség elleni bűncselekményei és bűnös szervezetben való részvétel miatt kötél általi halálra ítélték. 1948. június 2-án a bajorországi landsbergi börtönben kivégezték.